# Italienisch-portugiesische Beziehungen
Die italienisch-portugiesischen Beziehungen beschreiben das zwischenstaatliche Verhältnis zwischen Italien und Portugal. Bereits seit der Vereinigung Italiens 1861 unterhalten die Länder direkte diplomatische Beziehungen.
Die Beziehungen beider Länder reichen bis in die Zeit des Römischen Reichs zurück. Verbindendes Glied ist heute insbesondere die gemeinsame Mitgliedschaft in der EU, dem Schengen-Raum und der Eurozone, aber auch in der NATO, der OECD, der Organisation für Sicherheit und Zusammenarbeit in Europa (OSZE) und dem Europarat, der Lateinischen Union, der Welthandelsorganisation, der Weltbank und den verschiedenen UN-Organisationen. Zudem hat Italien seit 2018 Beobachterstatus in der Gemeinschaft der Portugiesischsprachigen Länder. Der bilaterale Handel, die gegenseitigen Einwanderergemeinden und ein intensiver Kulturaustausch sind ebenfalls zu nennen, zudem besteht ein reger gegenseitiger Fremdenverkehr.
Die Länder verbindet auch die verbreitete katholische Religion, mit dem italienischen Rom als Zentrum der katholischen Kirche und dem portugiesischen Fátima als einem ihrer bedeutendsten Wallfahrtsorte. Der in Italien populäre Heilige Antonius von Padua stammte ebenso aus Portugal, wie Papst Johannes XXI.

## Geschichte

### Römisches Reich bis Gründung Italiens 1861

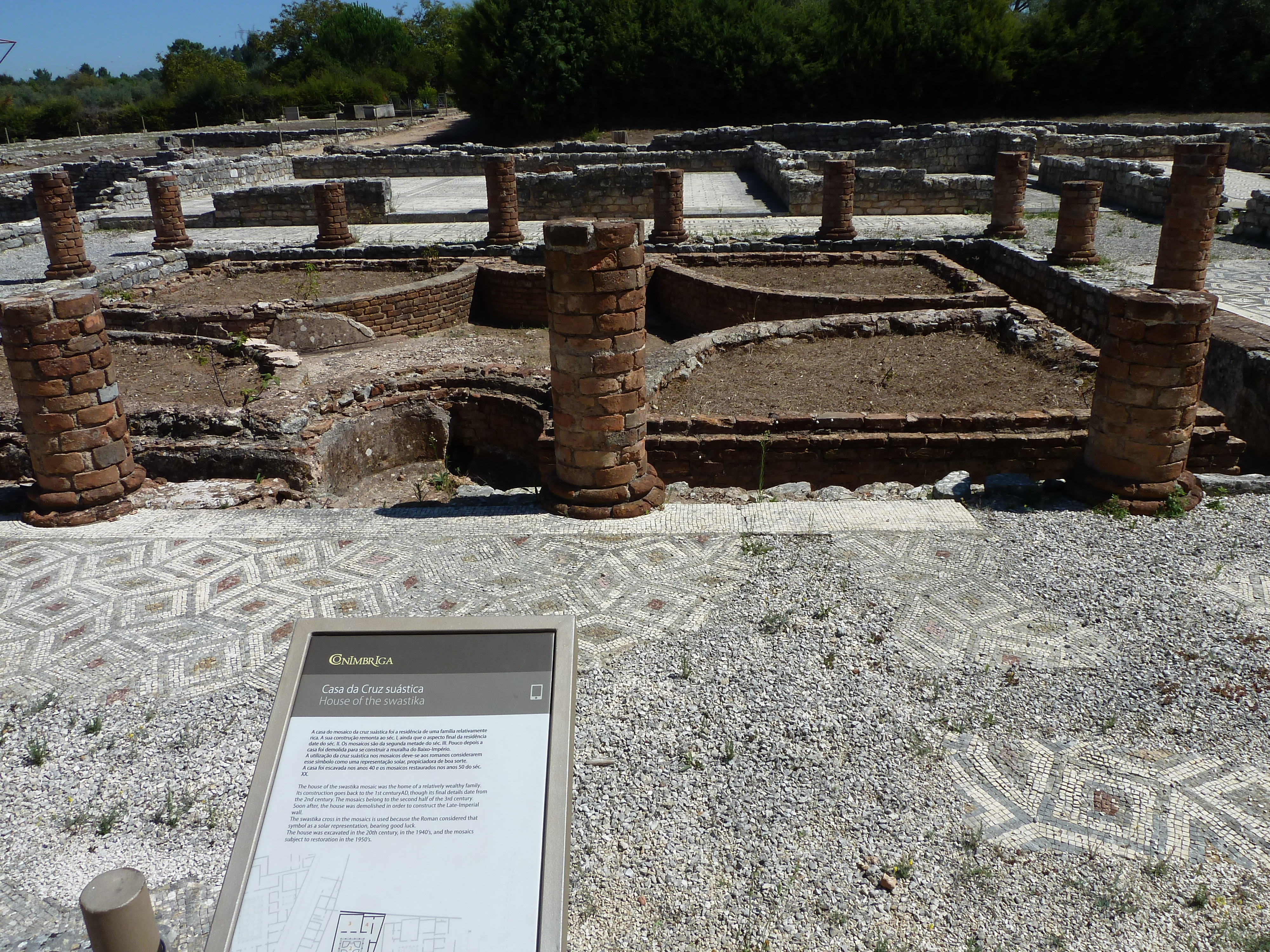
In den römischen Ausgrabungsstätten von Conimbriga

Die Iberische Halbinsel war neben Norditalien der bedeutendste Schauplatz des Zweiten Punischen Kriegs zwischen Karthago und Rom. In dem Zusammenhang kamen um 220 v. Chr. zum ersten Mal römische Truppen auf die Halbinsel. Nach dem Friedensschluss 201 v. Chr. wurde die Halbinsel ab 197 v. Chr. Teil des Römischen Reichs.
Mit der schrittweisen Unterwerfung der vermutlich keltischen Lusitaner ab 154 v. Chr. schließlich wurde das Gebiet des heutigen Portugals als Provinz Lusitania endgültig Teil des Römischen Reichs. Die bedeutendsten Städte wurden danach die Gerichtssitze Pax Augusta (heute Beja) und Scallabis (heute Santarém) und die bedeutenden urbanen Zentren Bracara Augusta (heute Braga) und Olissipo (seit 48 v. Chr. Colonia Felicitas Iulia, heute Lissabon). Als am besten erhalten gebliebene römische Stadt in Portugal gilt Conimbriga, heute eine bedeutende archäologische Ausgrabungsstätte.

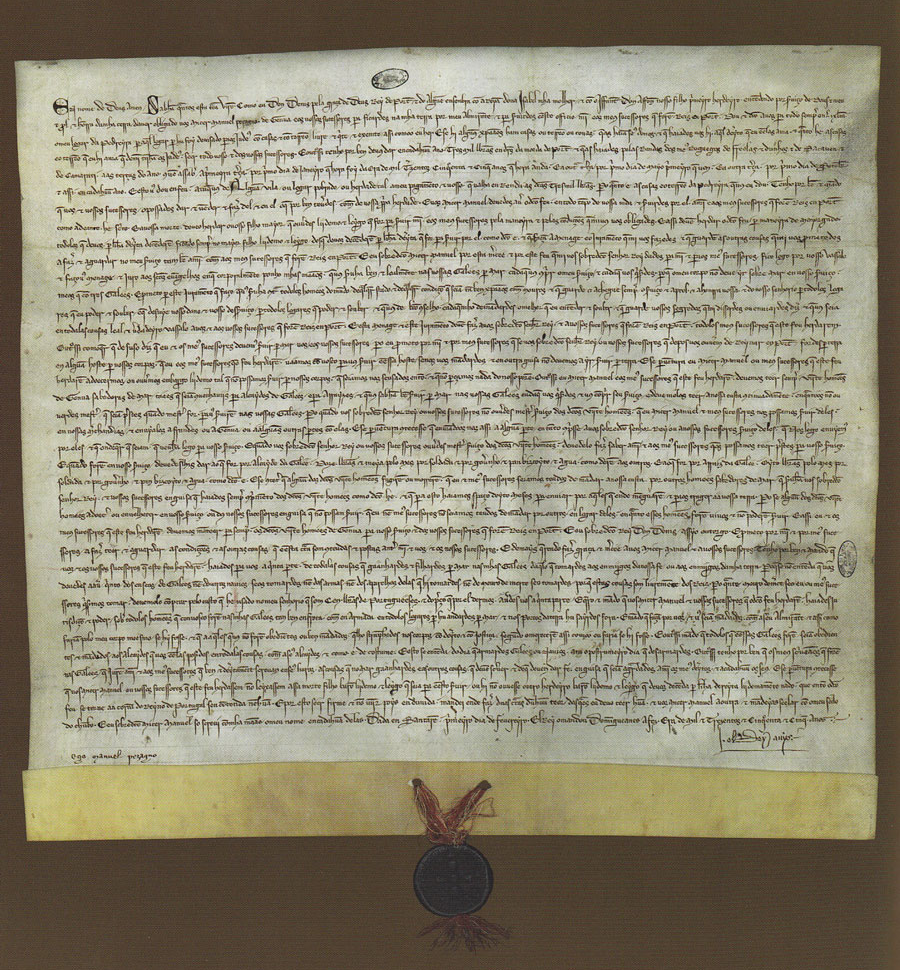
Vertrag zwischen dem portugiesischen König D. Dinis und dem Genueser Manuel Pessanha von 1317

Die römische Kultur und Sprache bestimmte vier Jahrhunderte lang das Leben im Gebiet des heutigen Portugals, bis hin zur Christianisierung im 4. Jahrhundert. Mit dem Einfall germanischer Stämme ab 409 n. Chr. endete die Zugehörigkeit des heutigen Portugals zum Römischen Reich.
Der muslimischen Eroberung der Iberischen Halbinsel durch die nordafrikanischen Mauren ab 711 folgte die christliche Reconquista, in deren Folge 1143 das unabhängige Königreich Portugal entstand.
D. Afonso Henriques, der erste König des unabhängigen Königreichs Portugal, heiratete 1146 die italienische Mathilde von Savoyen, die damit erste Königin Portugals wurde.
1251 vertrieben die Portugiesen die letzten Araber aus dem Gebiet des heutigen Portugals. Damit war die christliche Reconquista in Portugal abgeschlossen, die zeitweise mit wesentlicher Hilfe von Kreuzrittern durchgeführt wurde, die in Portugal auf ihrem Weg nach Jerusalem Halt machten, darunter auch Kämpfer aus dem heutigen Italien.
Zum Admiral seiner Flotte ernannte Portugals sechster König D. Dinis 1317 den aus Genua stammenden Manuel Pezagno, in Portugal Manuel Pessanha genannt. Der Vertrag verpflichtete Pessanha außerdem, stets 20 erfahrene Seeleute aus Genua in der Armada zu beschäftigen, die damit zur Entwicklung Portugals zur späteren Seefahrernation beitrugen. Antoniotto Usodimare und Alvise Cadamosto zählten zu den wichtigsten italienischen Seefahrern in portugiesischen Diensten.
Diesem Vertrag folgten eine Vielzahl weiterer Abkommen zwischen portugiesischen Herrschern und Händlern, Kartografen, Bankiers und Reisenden aus Genua, Mailand, Venedig und Florenz, die damit einen anhaltenden italienisch-portugiesischen Austausch von Kenntnissen in allen Bereichen bewirkten.

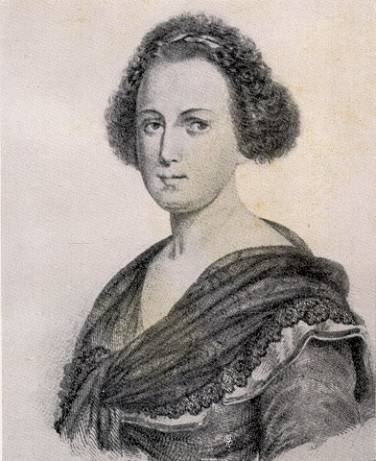
Die bekannte Neapolitanerin Eleonora Fonseca Pimentel war Portugiesin

Insbesondere im 15. und 16. Jahrhunderten hielten sich viele portugiesische Gelehrte, Geistliche und Künstler in italienischen Städten auf. So lebte und wirkte der 1431 in Portugal geborene Ordensgründer Amadeu da Silva lange Jahre in Italien, bis er 1482 in Mailand starb. Der Humanist Aquiles Estaço (italienisch Achille Stazio) gilt durch sein testamentarisch hinterlassenes Erbe über etwa 1.700 Bücher als wesentlicher Mitbegründer der Biblioteca Vallicelliana in Rom. Der bedeutende portugiesische Arzt Amato Lusitano wirkte ab 1540 lange in Italien, u. a an der Universität Ferrara und in päpstlichen Diensten.
Der italienische Herzog Alessandro Farnese heiratete 1565 in Brüssel Maria von Portugal, die damit Erbprinzessin von Parma und Piacenza wurde.
Portugiesische Botschafter waren am Hofe Savoyens zwischen 1680 und 1682 akkreditiert.
Die adlige Portugiesin Eleonora Fonseca Pimentel wurde 1752 in Rom geboren, bevor sie 1760 mit ihrer Familie nach Neapel kam. Sie wurde dort als Lyrikerin und Autorin bekannt und gilt als erste Journalistin Neapels, nachdem sie 1799 die Zeitung Il Monitore Napoletano gründete. Sie zählte zu den Hauptfiguren der kurzlebigen liberalen Neapolitanischen Republik und wurde nach ihrem Untergang im gleichen Jahr hingerichtet.

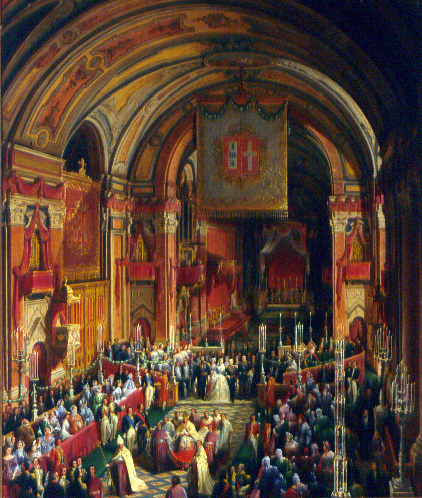
König D. Luís I. und Pia von Savoyen, Heirat in Lissabon 1862

Bis 1860 unterhielt Portugal diplomatische Vertretungen zum Königreich Sardinien in Turin und zum Königreich beider Sizilien in Neapel, zudem war der portugiesische Botschafter am Heiligen Stuhl in Rom seit 1850 im Großherzogtum Toskana doppelakkreditiert. Im März 1861 wurde Viktor Emanuel II. zum König des vereinten Italiens gekrönt, im September des Jahres erkannte Portugal das Königreich an.

### Seit 1862
Wie schon die erste war auch die vorletzte Königin Portugals eine Italienerin: 1862 heiratete Maria Pia von Savoyen den portugiesischen König D. Luís I.
Die am 5. Oktober 1910 ausgerufene Portugiesische Republik wurde erstmals im Juli 1911 und de jure am 11. September 1911 vom Königreich Italien anerkannt, ebenso erfolgte am 16. Mai 1918 die italienische Anerkennung der seit Ende 1917 faktischen Diktatur Sidónio Pais in Portugal.
Nachdem Mussolini seit 1922 diktatorischer Regierungschef der Faschistischen Regierung Italiens war, wurde Salazar ab 1928 zum autoritären Diktator Portugals. Spätestens seit der Errichtung seines Estado Novo 1932 nahm Salazar auch Anleihen am Regime Mussolinis, dessen erklärter Bewunderer er war. Der Höhepunkt der politischen Nähe zwischen dem faschistischen Italien und dem semi-klerikalfaschistischen Portugal wurde in der gemeinsamen Unterstützung des klerikalfaschistischen Franco im Spanischen Bürgerkrieg (1936–1939) erreicht. Während Mussolini danach jedoch an der Seite Nazideutschlands in den Zweiten Weltkrieg (1939–1945) zog, blieb das salazaristische Portugal neutral.
Mitte 1946 entschied sich Italien in einer Volksbefragung für die Regierungsform der Republik, deren Verfassung Anfang 1948 in Kraft trat. Portugal erkannte die Republik Italien danach an.
Italien und Portugal gehörten 1949 beide zu den Gründungsmitgliedern des westlichen Militärbündnisses NATO.

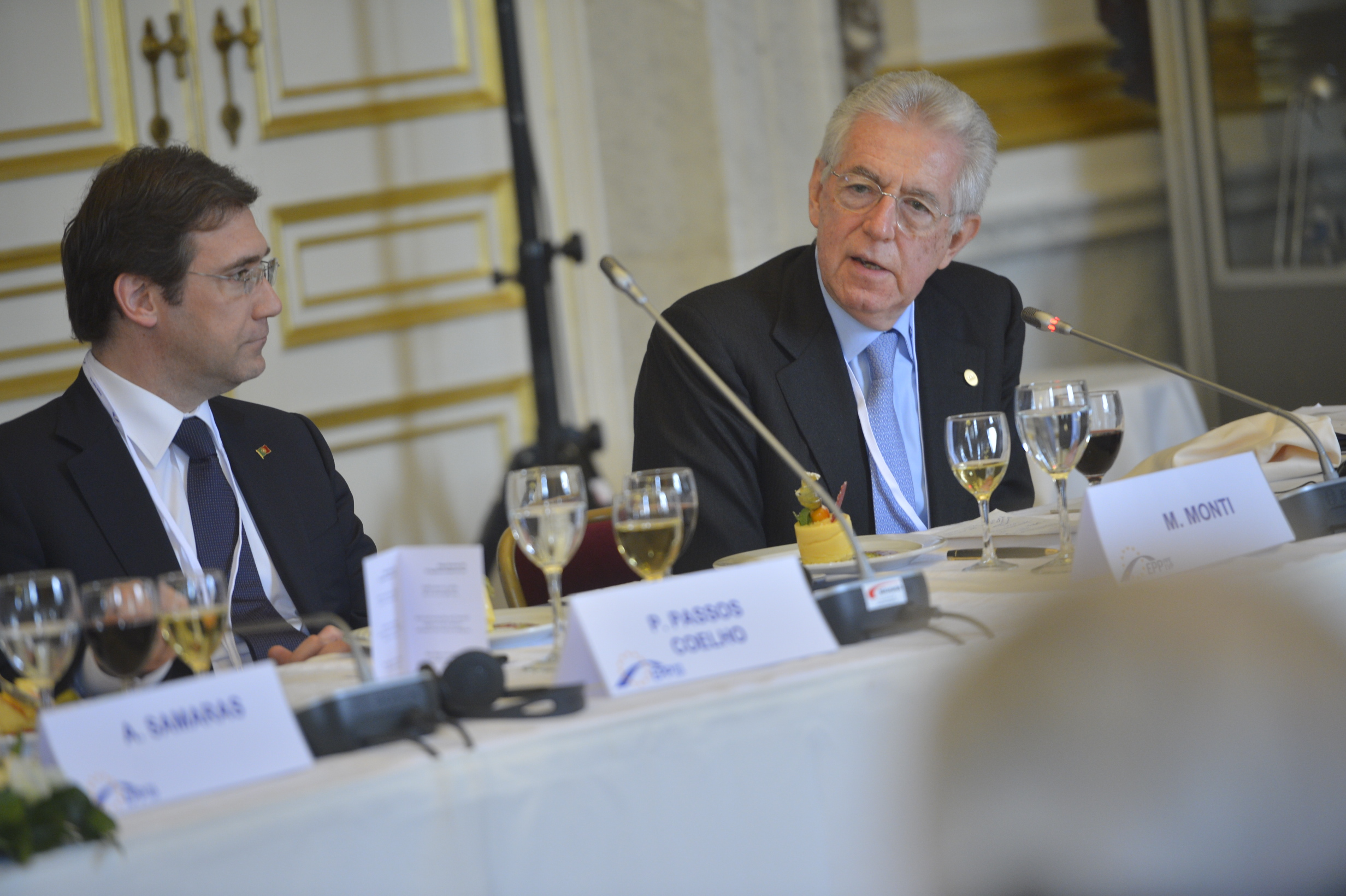
Portugals Premier Passos Coelho (li.) und Italiens Ministerpräsident Mario Monti (re.) beim EVP-Gipfel 2013

Während das autoritär regierte Portugal ab den 1950er Jahren international zunehmend isoliert blieb, insbesondere auf Grund seiner kolonialen Politik in seinen Überseeprovinzen, war Italien vollständig im westlich-europäischen Verbund integriert. Das Land gehörte 1957 zu den Gründungsmitgliedern der Europäischen Wirtschaftsgemeinschaft (EWG, heute EU), während Portugal 1960 Gründungsmitglied der Europäischen Freihandelsassoziation (EFTA) war.
Nach der Nelkenrevolution 1974 endete die Diktatur in Portugal, und die internationalen Beziehungen des Landes änderten sich grundlegend, insbesondere nachdem sich 1975 die bürgerlichen Kräfte in der Revolution durchgesetzt hatten und das Land stark westlich eingebunden wurde.
1986 trat Portugal der EWG bei. Seither näherten sich auch Italien und Portugal zunehmend an. So gehören sie beide seit Beginn 1990 dem Schengen-Raum an und übernahmen beide ab Beginn 1999 die Einheitswährung Euro, die in allen teilnehmenden Ländern ab 2002 auch als Bargeld eingeführt wurde.
Auf der 12. Konferenz der Gemeinschaft der Portugiesischsprachigen Länder in Kap Verde am 17. und 18. Juli 2018 erhielt Italien den Status eines Beobachters.

## Diplomatie
Portugal unterhält seine Botschaft in der Via Guido d’Arezzo Nr. 5 in Rom. Portugiesische Konsulate bestehen zudem in Bari, Bologna, Florenz, Genua, Livorno, Mailand, Neapel, Palermo, Triest, Turin und Venedig.
Die italienische Vertretung in Portugal residiert in der Rua Joaquim António de Aguiar Nummer 64 in der Lissabonner Stadtgemeinde São Sebastião da Pedreira. Italienische Konsulate sind in Albufeira, Porto, Ponta Delgada auf den Azoren und in Funchal auf der Insel Madeira eingerichtet.

## Städtepartnerschaften
Eine Reihe Orte beider Länder sind partnerschaftlich verbunden. Seit 1989 bestehen insgesamt 17 italienisch-portugiesische Städtepartnerschaften und Kooperationsabkommen oder werden angebahnt (Stand 2013).

## Migration
Schon seit dem Römischen Reich ziehen Menschen aus den heutigen Staaten Italien und Portugal in das jeweils andere Land. Sie stellen dabei keine besonders auffällige Gemeinde im jeweils anderen Land dar, auch auf Grund der ähnlichen kulturellen und wirtschaftlichen Gesellschaftssituationen beider Länder.
Portugiesen in Italien

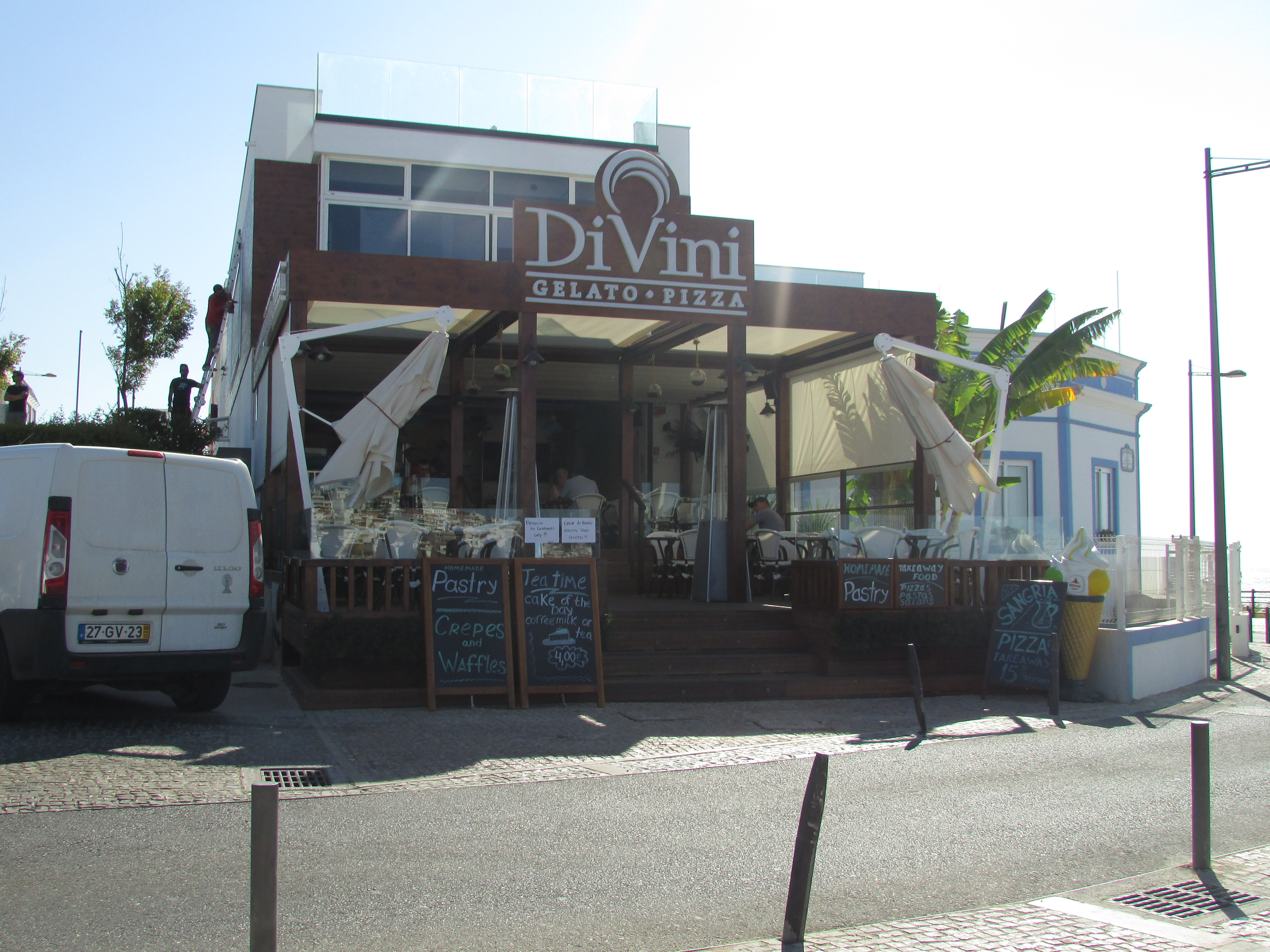
Italienisches Lokal an der Algarve

Im Jahr 2015 waren 11.673 Menschen in den portugiesischen Konsulaten in Italien registriert, davon sind 6.305 in Portugal geboren. Die anderen sind überwiegend in Italien geborene Kinder portugiesischer Einwanderer und besonders mit Portugal verbundene Bürger. 6.088 Bewohner Italiens werden als portugiesische Staatsbürger bei den Behörden geführt.
Ihre Rücküberweisungen nach Portugal beliefen sich 2016 auf 3,94 Mio. Euro (2015: 4,07 Mio.; 2013: 22,14 Mio.; 2010: 14,74 Mio.; 2005: 6,09 Mio.; 2000: 6,04 Mio.)
Italiener in Portugal
Im Jahr 2016 waren in Portugal 8.523 Bürger Italiens gemeldet, davon knapp die Hälfte im Distrikt Lissabon.
2016 überwiesen sie 1,88 Mio. Euro zurück nach Italien (2015: 1,64 Mio. ; 2013: 2,41 Mio.; 2010: 1,87 Mio.; 2005: 2,43 Mio.; 2000: 0,77 Mio.).

## Wirtschaft
Die portugiesische Außenhandelskammer AICEP unterhält eine Niederlassung in Mailand. In Lissabon besteht die italienisch-portugiesische Handelskammer Camera di Commercio Italiana per il Portogallo, daneben bestehen bilaterale Einrichtungen einzelner Branchen.

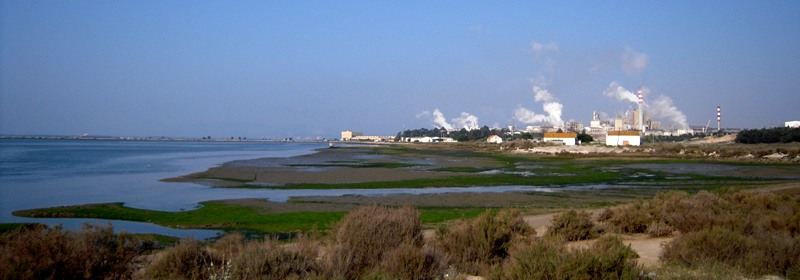
Fabrik der Portucel Soporcel in Setúbal: Papier und Zelluloseprodukte sind das wichtigste Einzel-Ausfuhrgut Portugals nach Italien, das als größte einzelne Warengruppe Häute und Lederwaren nach Portugal exportiert

Im Jahr 2016 exportierte Portugal Waren und Dienstleistungen im Wert von 2.376,9 Mio. Euro nach Italien (2015: 2.236,4 Mio.; 2014: 2.189,0 Mio.; 2013: 2.125,3 Mio.; 2012: 2.228,3 Mio.). Der Anteil der Güter betrug 1.726,1 Mio. Euro, davon waren 13,6 % landwirtschaftliche Erzeugnisse, 13,2 % Maschinen und Geräte, 10,6 % Fahrzeuge und Fahrzeugteile, 8,5 % Papier und Zellulose, 7,5 % Kunststoffe und Gummi, und 6,8 % Bekleidung.
Im gleichen Zeitraum lieferte Italien Güter und Dienstleistungen im Wert von 3.604,1 Mio. Euro an Portugal (2015: 3.515,3 Mio.; 2014: 3.299,2 Mio.; 2013: 3.104,2 Mio.; 2012: 3.122,7 Mio.). Der Anteil der Waren betrug dabei 3.358,1 Mio. Euro, davon waren 25,1 % Maschinen und Geräte, 10,1 % chemisch-pharmazeutische Erzeugnisse, 10,1 % Metallwaren, 8,3 % Textilien, 8,2 % Fahrzeuge und Fahrzeugteile, und 6,5 % Kunststoffe und Gummi.
Damit stand Italien im portugiesischen Güter-Außenhandel an 7. Stelle unter den Abnehmern und an 4. Stelle unter den Lieferanten, während Portugal für den italienischen Güter-Außenhandel an 29. Stelle unter den Abnehmern und an 39. Stelle unter den Lieferanten stand.
Die gegenseitigen Dienstleistungsexporte bestehen zu einem großen Teil in den Ausgaben des gegenseitigen Tourismus. Mit Übernachtungsausgaben von 265 Mio. Euro (2,1 % aller ausländischen Übernachtungsausgaben) und 1.161 Mio. Übernachtungen (3 % aller Übernachtungen ausländischer Touristen) im Jahr 2016 gehören italienische Touristen zu den größeren Gruppen ausländischer Besucher in Portugal.

## Kultur

### Institutionen
Das portugiesische Kulturinstitut Instituto Camões ist u. a. mit einem Sprachzentrum in Mailand, elf Lusitanistik-Lehrstühlen (Bari, Bologna, Florenz, Lecce, Neapel, Padua, Pisa, Rom und Viterbo), und mit Lektoraten an neun Universitäten vertreten (Forli, Genua, Lecce, Mailand, Neapel, Pavia, Trient, Turin und Venedig).
Das italienische Pendant, das Istituto Italiano di Cultura, unterhält eine Niederlassung in Lissabon und führt ebenfalls eine Vielzahl Aktivitäten im Land durch.

### Sprache
Portugiesisch ist wie Italienisch eine Romanische Sprache, ein Ergebnis der römischen Eroberung des heutigen Portugals ab dem 2. Jahrhundert v. Chr. Im Gegenzug sind seit den portugiesischen Entdeckungsreisen ab dem 15. Jahrhundert eine Vielzahl Wörter aus dem Portugiesischen auch ins Italienische gewandert. So werden bis heute im Süden Italiens die im 15. Jh. von den Portugiesen aus Asien in Europa eingeführten Orangen häufig Portogallo genannt.
Die Sprachen beider Länder haben sich im Laufe der Zeit häufig gegenseitig beeinflusst, insbesondere durch die Seefahrt, von der beide Länder stark geprägt wurden.
Die italienische Redensart „fare il portoghese“ (dt. etwa: „den Portugiesen machen“) beschreibt eine Person, die sich Zutritt zu einer Veranstaltung verschafft, ohne eine Eintrittskarte zu besitzen. Die Redensart geht auf die Gesandtschaft des portugiesischen Königs Manuel zurück, die 1521 den Papst besuchte. Der Papst war von der Personenzahl und Ausstattung der Abordnung beeindruckt und ordnete für sie freien Zutritt zu allen Theatern an.

### Literatur

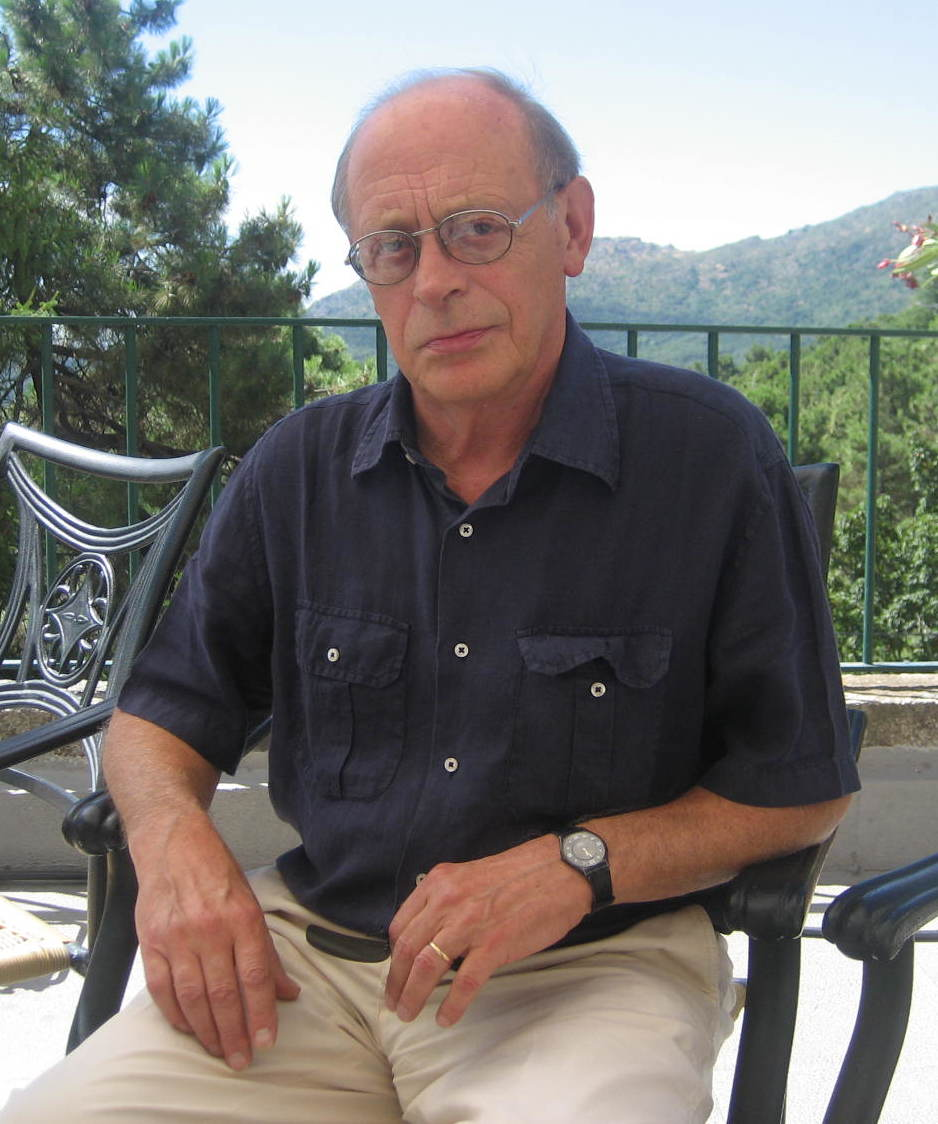
Antonio Tabucchi (2008)

### Film
Das Portugiesische Kino ist häufig bei italienischen Filmfestivals zu Gast. Portugiesische Regisseure wie João César Monteiro (1939–2003) oder João Botelho (* 1949) wurden dabei mehrfach prämiert, und Filme wie E Agora? Lembra-me (FIPRESCI-Preis in Locarno 2013) u. a. erhielten Auszeichnungen.

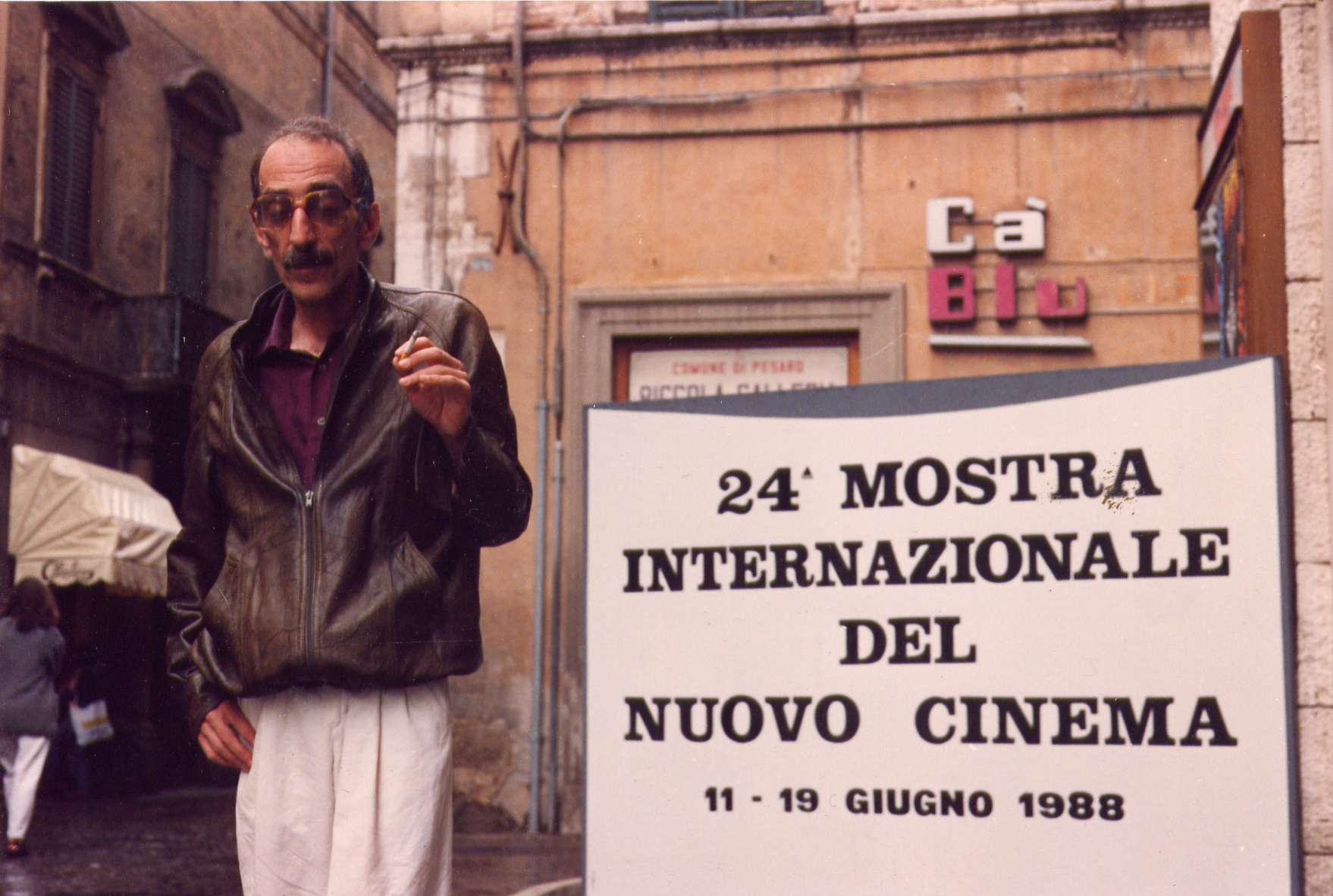
João César Monteiro 1988 beim Filmfestival von Pesaro

Der portugiesische Regisseur Manoel de Oliveira (1908–2015) wurde auch in Italien mehrfach ausgezeichnet, darunter beim ältesten Filmfestival der Welt, dem Filmfestival Venedig, wo er 2004 den Goldenen Löwen für sein Lebenswerk erhielt.
Auch auf portugiesischen Filmfestivals sind italienische Filme häufig präsent. Beim IndieLisboa etwa wurden häufiger italienische Regisseure ausgezeichnet, etwa Saverio Constanzo (2005), Tizza Covi (2010) oder Alessandro Comodin (2012). Sergio Mazzas Werk El Amarillo wurde 2007 dort als bester Spielfilm prämiert.
Gelegentlich kommt es zu italienisch-portugiesischen Kooperationen und Ko-Produktionen. Neben Projekten, in denen Portugal lediglich als Drehort dient (etwa für Franco Zeffirellis Film Il giovane Toscanini 1988 u. a.), kommt es häufig auch zu direkten Zusammenarbeiten von Regisseuren und Schauspielern beider Länder. Als eines der bekanntesten Beispiele kann Erklärt Pereira gelten. Die 1995 erschienene Verfilmung von Antonio Tabucchis gleichnamigem Roman, mit Hauptdarsteller Marcello Mastroianni in einer seiner letzten Rollen und mit Filmmusik von Ennio Morricone, wurde überwiegend an Originalschauplätzen in Lissabon gedreht und auch mit einigen portugiesischen Schauspielern besetzt, darunter Joaquim de Almeida als Pereiras vertrauten Kellner Manuel.
Unter den weiteren Kooperations-Beispielen sind u. a. Monteiros Auf dem Meer (1986) mit Laura Morante in der Hauptrolle, Fabrizio Costas Fátima (1997) mit Catarina Furtado in der weiblichen Hauptrolle, oder auch Nelken für die Freiheit, das preisgekrönte Langfilmdebüt der Regisseurin Maria de Medeiros aus dem Jahr 2000 mit Stefano Accorsi in einer Hauptrolle. Maria de Medeiros spielte zudem selbst in einigen italienischen Filmen, darunter auch Hauptrollen, etwa in Il resto di niente (2004, Regie Antonietta De Lillo) oder in Riparo (2007, Regie Marco S. Puccioni).
Das Thema der portugiesischen Nelkenrevolution war auch Gegenstand mehrerer italienischer Produktionen oder Ko-Produktionen, etwa Thomas Harlans Torre Bela (1975) oder Maurizio Sciarras Komödie Alla rivoluzione sulla due cavalli (2001).
Zusammenarbeit zwischen italienischen und portugiesischen Filmschaffenden gibt es regelmäßig und auf vielen Ebenen. So arbeitete etwa der italienische Filmeditor Roberto Perpignani mehrfach in Portugal, u. a. bei den portugiesischen Oscar-Vorschlägen Alice (2006) und Land im Sturm (2019). Der italienische Jazzmusiker Riccardo Del Fra stellte die Filmmusik für mindestens zwei portugiesische Filme, João Mário Grilos Longe da Vista (1998) und José Álvaro Morais` vorletzten Film Peixe Lua (2000).
Der italienische Regisseur Rino Lupo (1884 – 1934 oder 1936) kam 1921 nach Portugal, um für die Invicta Filmgesellschaft in Porto zu arbeiten. Er drehte einige Stummfilme, darunter der unvollendet gebliebene O Diabo em Lisboa, in dem Beatriz Costa ihr Schauspieldebüt im Portugiesischen Film hatte. 1924 ging er nach Spanien und kam 1926 zurück nach Portugal, wo er weiter drehte. Insgesamt etwa zehn Filme drehte er hier, u. a. 1929 mit José do Telhado seinen letzten Film, bis sich ab 1932 seine Spur verliert (vermutlich starb er 1934 oder 1936 unbeachtet in Rom).
Der portugiesische Schauspieler Marcello Urgeghe ist italienischer Abstammung und wurde in Rom geboren.
Die italienische Schauspielerin Io Appolloni kam 1965 nach Portugal, um im Revuetheater zu spielen. Sie ließ sich später hier nieder, nahm 1974 ihre erste Rolle im portugiesischen Kino an und trat seither in zahlreichen Filmen auf.
Marcello Mastroiannis letzter Film war dessen Hauptrolle in Manoel de Oliveiras in Portugal gedrehtem Reise an den Anfang der Welt (1997 erschienen).

### Musik

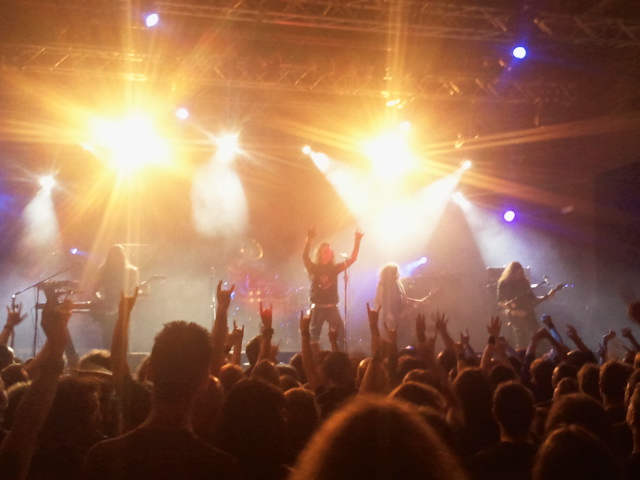
Die portugiesische Heavy-Metal-Band Moonspell beim Metalitalia-Festival 2012: es findet ein reger Austausch von Bands und Musikern beider Länder aus allen Stilrichtungen statt

In der klassischen Musik, insbesondere in der Oper, gab es eine Vielzahl gegenseitiger Einflüsse, insbesondere aus Italien in Richtung Portugal. Eine Reihe Musiker und Komponisten beider Länder arbeiteten dabei häufig im jeweils anderen Land. Der italienische Komponist Vittorio Trento etwa arbeitete mehrmals in Portugal, u. a. an der Oper Teatro Nacional de São Carlos in Lissabon, wo er 1833 auch starb. Auch andere italienische Komponisten wie Giuseppe Scolari, Giovanni Giorgi oder Giuseppe Ferlendis arbeiteten dort bis zu ihrem Tod. Weitere Italiener wie Domenico Scarlatti, Gaetano Maria Schiassi, Pietro Carlo Guglielmi und andere lebten und wirkten ebenfalls in Portugal. Im Gegenzug lebten und wirkten auch viele der bedeutendsten portugiesischen Komponisten wie João de Sousa Carvalho, Joly Braga Santos oder Marcos António Portugal in Italien, wo sie meist auch einen Teil ihrer Studien absolvierten.
Die portugiesische Fado-Sängerin Amália Rodrigues trat sehr häufig in Italien auf, wo sie auch veröffentlichte, darunter 1973 das italienischsprachige Album A una terra che amo. Sie nahm auch einige italienische Volkslieder auf, darunter neapolitanische Tarantellas. Einige ihrer zahlreichen Auftritte wurden vom italienischen Fernsehen Rai übertragen, das auch eigene Beiträge mit ihr brachte. Insbesondere in Neapel und Süditalien wurde sie dabei besonders begeistert gefeiert.

### Malerei
Neben der flämischen hatte die italienische Malerei der Renaissance einen besonders großen Einfluss auf die portugiesische Malerei, insbesondere auf Maler wie Jorge Afonso, Grão Vasco oder Gregorio Lopes.
Der portugiesische Maler Miguel Ângelo Lupi (1826–1883) war Sohn eines Italieners und einer Portugiesin. Dank eines portugiesischen Stipendiums studierte und arbeitete er von 1860 bis 1863 in Rom, danach kehrte er nach einem Zwischenstopp in Paris zurück nach Portugal, wo er Professor an der Kunsthochschule Lissabon wurde.

### Architektur
Der italienische Barock- und Rokoko-Architekt Nicolau Nasoni (1691–1773) arbeitete hauptsächlich in Portugal.

## Sport

### Fußball
Männer

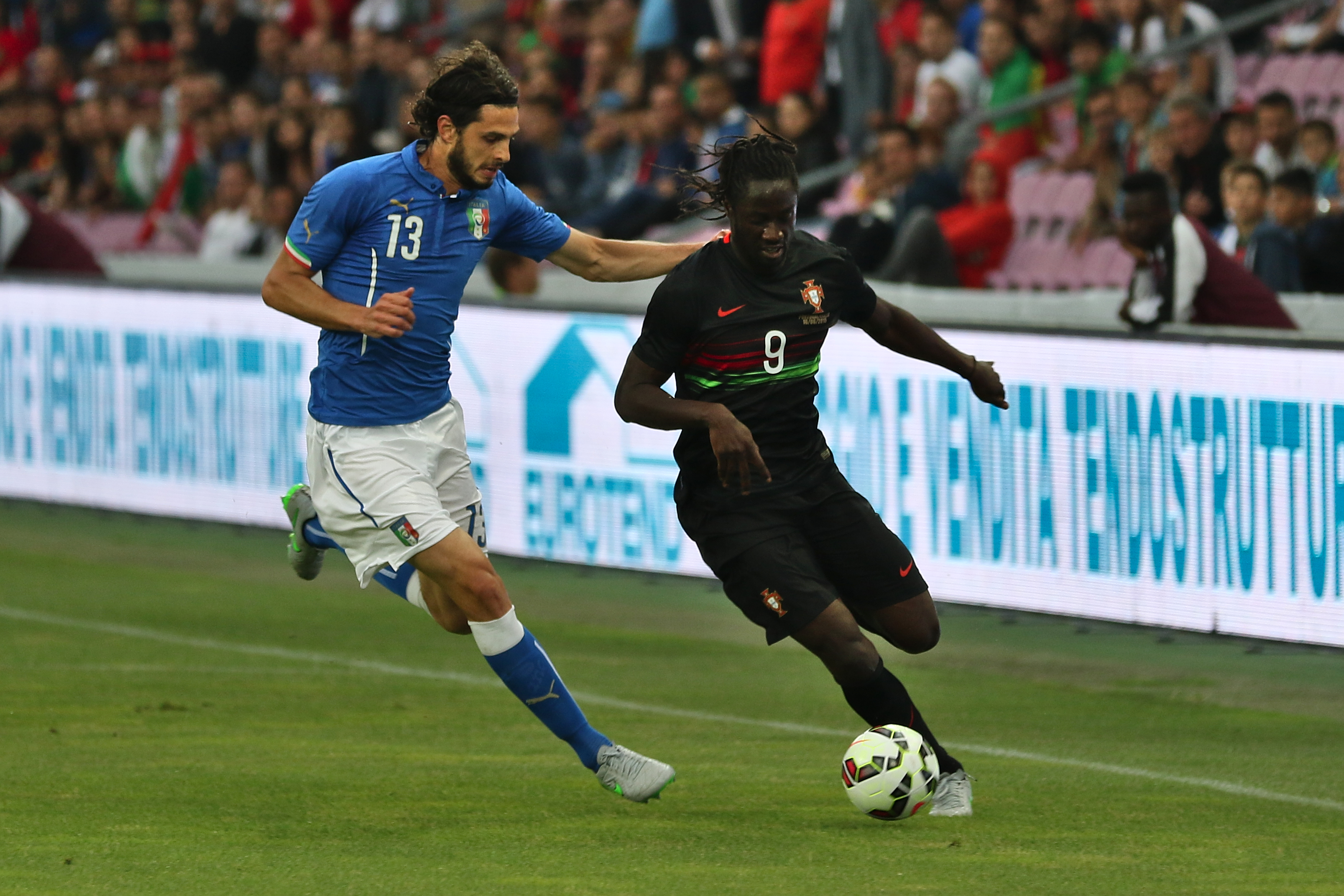
Portugals Éder (rechts) im Zweikampf mit Italiens Andrea Ranocchia bei der EM 2016

Die Italienische Fußballnationalmannschaft und die Portugiesische Nationalelf trafen bisher 25-mal aufeinander, erstmals bei einem Freundschaftsspiel in Lissabon am 18. Juni 1925, das 1:0 für den Gastgeber ausging, der erste Sieg im fünften Länderspiel Portugals. Insgesamt konnte Italien 18 Siege verbuchen und Portugal blieb fünfmal siegreich, zweimal trennte man sich unentschieden. Dieses wie die drei folgenden Spiele endeten mit einem Sieg für die portugiesische Auswahl (Stand November 2017).
Bei der EM 2004 in Portugal schied Italien nach der Vorrunde aus, der Gastgeber wurde Zweiter. Weltmeisterschaften hat Portugal bisher nicht ausgerichtet.
Italien richtete bisher zwei Europameisterschaften aus, wobei es die EM 1968 gewann und bei der EM 1980 Vierter wurde. Auch zwei Weltmeisterschaften richtete Italien bisher aus. Die WM 1934 konnte das Land gewinnen, während es bei der WM 1990 Dritter wurde. Portugal war bei keinem dieser Turniere vertreten.

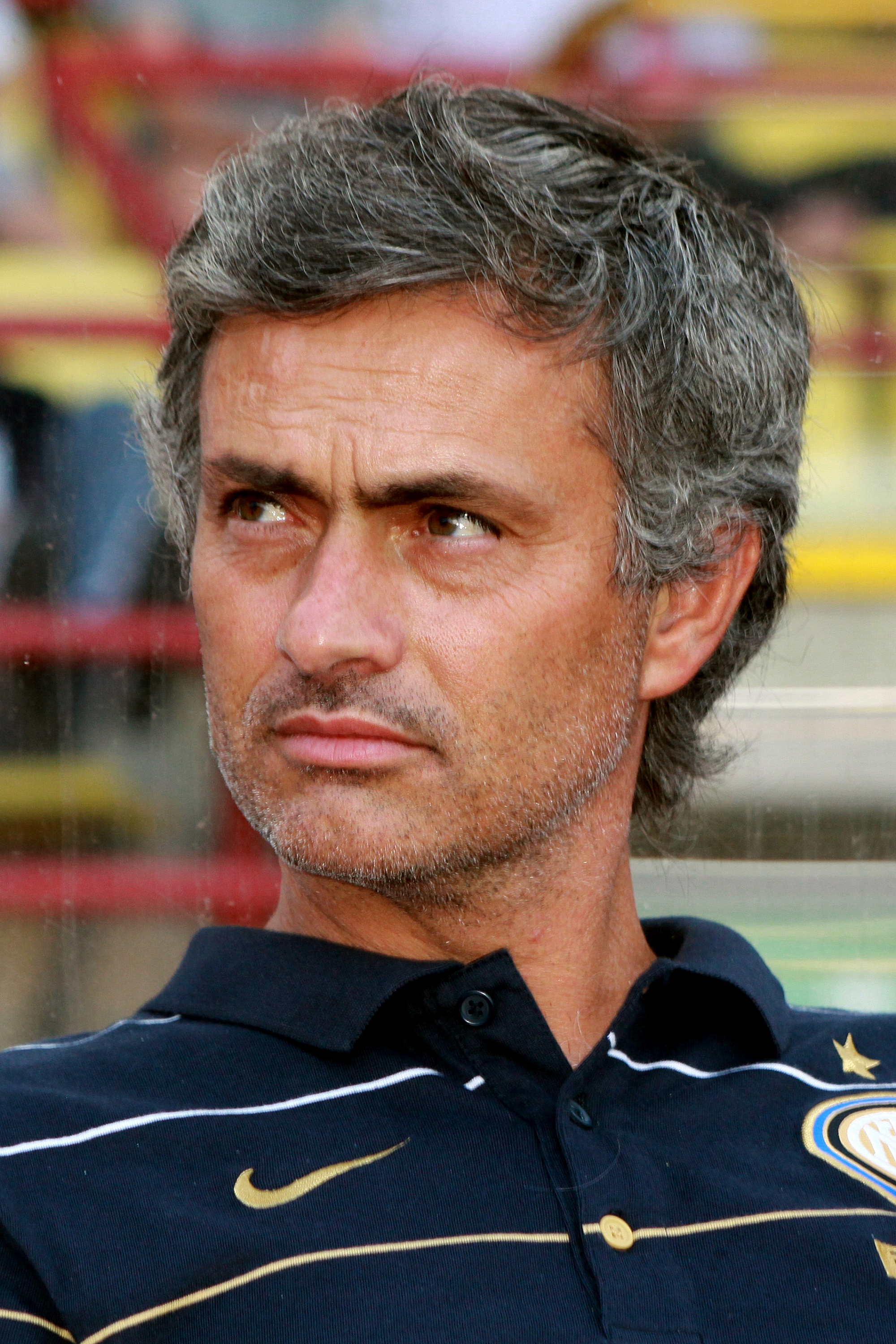
José Mourinho im August 2009, als Trainer Inter Mailands

Zu den ersten bekannteren portugiesischen Fußballern in italienischen Diensten gehörte Nationalspieler Fernando Couto, der bei Parma und Lazio Rom spielte und als harter Abwehrspieler ungewöhnlich beliebt war. Mit Parma gewann er den UEFA-Pokal 1994/95, während er mit Lazio zweimal italienischer Meister wurde und 1999 den letzten Europapokal der Pokalsieger in alter Form gewann.
Paulo Sousa wurde mit Juve 1995 italienischer Meister und Champions-League-Sieger 1996. Als Spieler lief er später für Inter Mailand und den AC Parma auf, als Trainer leitete er 2015 bis 2017 den AC Florenz.
Rui Costa gewann zunächst mit Florenz zweimal den Pokal und einmal den Supercup, bevor er im Jahr 2003 mit dem AC Mailand Meister, Pokalsieger, Champions-League-Sieger und Europäischer Supercupsieger wurde.
Weltfußballer Luís Figo spielte von 2005 bis 2009 für Inter Mailand und wurde viermal hintereinander italienischer Meister, bevor er seine aktive Karriere dort 2009 beendete und Spielerscout für den Klub wurde.
Im Kader der aktuellen Nationalmannschaft Portugals stehen drei Spieler italienischer Klubs, João Mário und João Cancelo von Inter Mailand und André Silva vom AC Mailand (Stand November 2017).
Der portugiesische Trainer José Mourinho wurde mit Inter Mailand zwischen 2008 und 2010 zweimal Landesmeister, einmal Pokalsieger, einmal Italienischer Supercup-Sieger und 2010 Champions-League-Gewinner. Sein Trainerkollege Paulo Fonseca trainiert seit 2019 den Konkurrenten AS Rom.
Frauen
Die Italienische und die portugiesische Nationalmannschaft der Frauen trafen bislang 14-mal zusammen, mit zwei portugiesischen und 12 italienischen Siegen (Stand November 2017). Erstmals spielten sie am 14. November 1982 im italienischen Genua gegeneinander. Das Spiel zur EM-Qualifikation 1984 war erst das dritte Länderspiel der Portugiesinnen, die 0:3 unterlagen.
Die portugiesische Nationalspielerin Carolina Mendes spielte bereits für zwei italienische Teams, Joana Marchão steht seit 2022 bei Parma Calcio unter Vertrag.

### Radsport
Straßenrennen

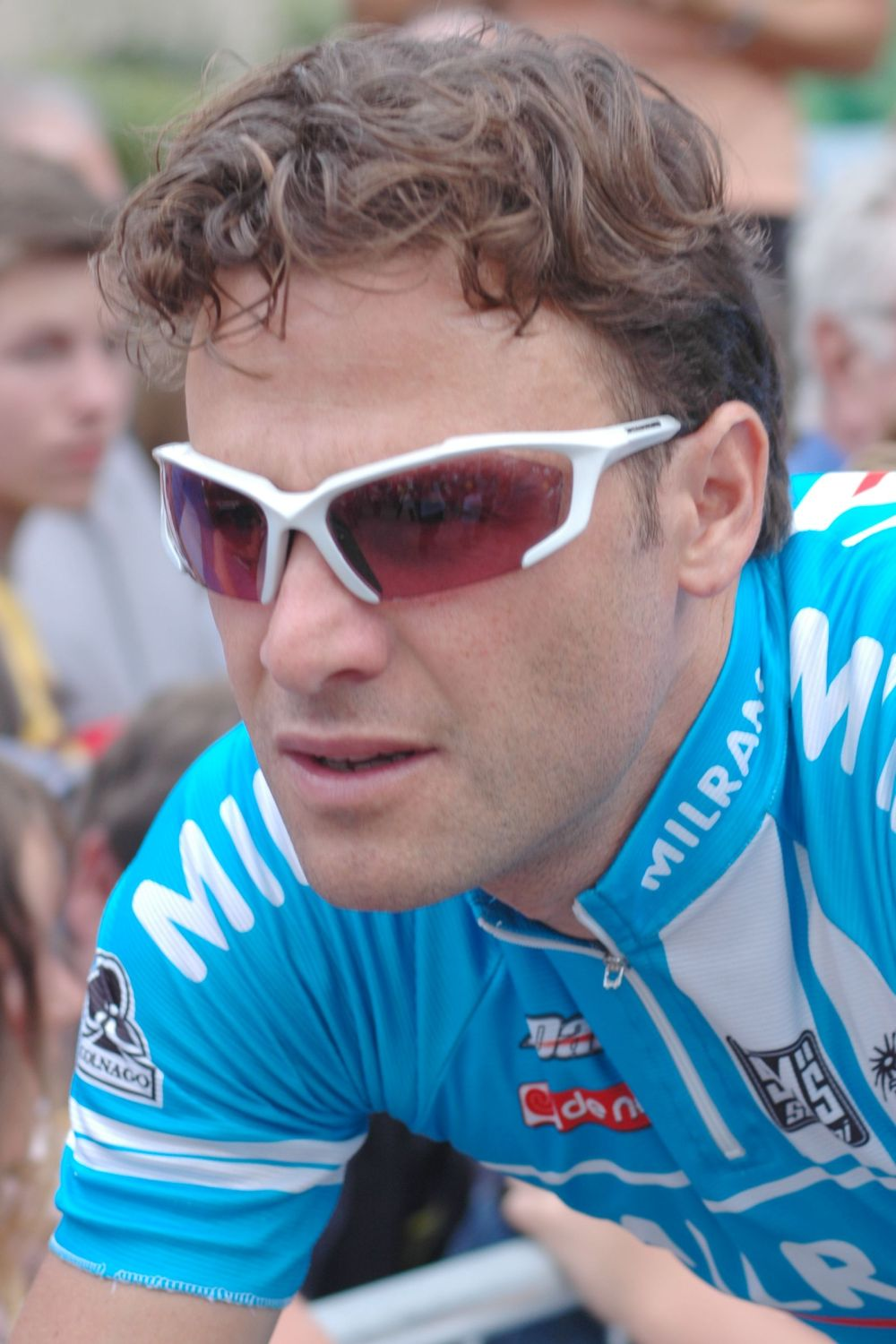
Alessandro Petacchi 2006, im Folgejahr gewann er die Algarve-Rundfahrt

Zwei Italiener konnten bisher das wichtigste portugiesische Straßenrennen, die Portugal-Rundfahrt gewinnen: Marco Serpellini 1998 und Massimiliano Lelli 1996 (Stand 2017).
Die Algarve-Rundfahrt konnte 2007 als zweiter Italiener Alessandro Petacchi gewinnen, nachdem 2001 Andrea Ferrigato bereits Sieger war.
Portugiesischen Fahrern gelang bisher weder beim Giro d’Italia noch beim Mailand–Sanremo oder dem Tirreno–Adriatico ein Gesamtsieg (Stand 2017). Als erfolgreichstes Jahr für portugiesische Radfahrer in Italien kann der Giro d’Italia 2020 gelten, bei dem João Almeida Vierter der Gesamtwertung wurde und Ruben Guerreiro als Sieger der Giro-Bergwertung für Aufsehen sorgte.
Straßen-Weltmeisterschaften
Bei den UCI-Straßen-Weltmeisterschaften 2001 in Portugal schloss Italien mit zwei Silbermedaillen als Zehnter ab, während der Gastgeber leer ausging.
Italien war bereits 13-mal Veranstalter einer UCI-Straßen-WM, zuletzt 2013 in Florenz, wo es mit einer Bronzemedaille 16. wurde. Portugal landete mit einer Goldmedaille auf dem 7. Platz, zusammen mit Deutschland und Slowenien.

### Rollhockey
Rollhockey ist in beiden Ländern vergleichsweise populär, und ungleich verbreiteter als etwa in Mitteleuropa.
Italien richtete bisher vier Rollhockey-Weltmeisterschaften aus:

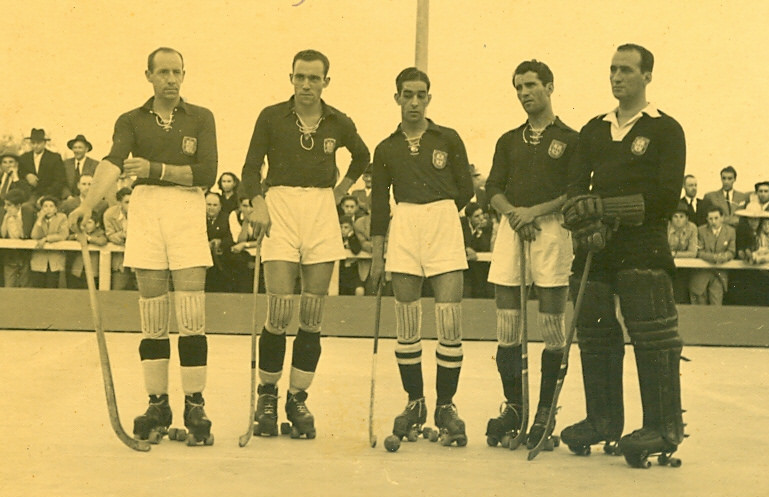
Portugals Nationalmannschaft 1952: in dem Jahr wurde sie vor der italienischen Auswahl Weltmeister

- 1950 wurde Portugal WM vor Gastgeber Italien,
- 1955 wurde Italien Zweiter und Portugal Dritter,
- 1984 wurde Portugal Dritter und Italien Vierter
- 1993 wurde Portugal WM vor Gastgeber Italien.

Portugal war zehnmal Ausrichter einer Rollhockey-Weltmeisterschaft:
- 1947 wurde Portugal WM und Italien Vierter
- 1949 wurde Portugal WM und Italien Dritter
- 1952 wurde Portugal WM und Italien Zweiter
- 1956 wurde Portugal WM und Italien Dritter
- 1958 wurde Portugal WM und Italien Dritter
- 1968 wurde Portugal WM und Italien Vierter
- 1974 wurde Portugal WM und Italien Sechster
- 1982 wurde Portugal WM und Italien Fünfter
- 1991 wurde Portugal WM und Italien Fünfter
- 2003 wurde Portugal WM und Italien Zweiter

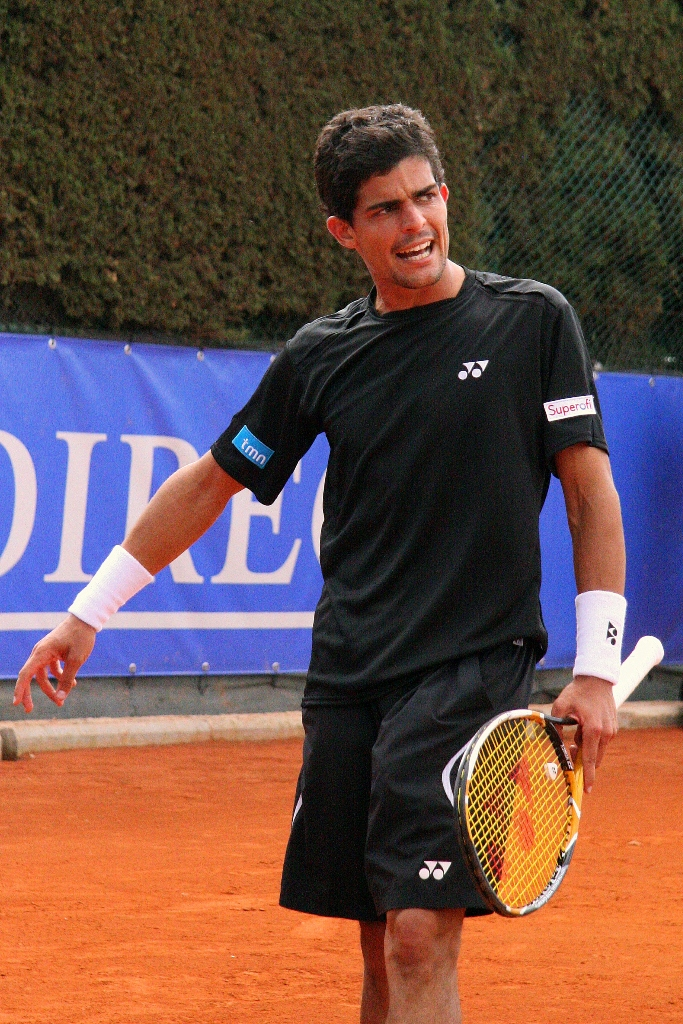
Rui Machado beim ATP Challenger Rom 2012, wo er erst im Finale unterlag

### Tennis
Herren
Andrea Gaudenzi erreichte als bisher einziger Italiener ein Einzel-Finale des ATP Estoril, wo er 1996 gegen Thomas Muster unterlag. 1990 und 1997 kamen jeweils zwei Italiener dort bis ins Finale, konnten aber nicht gewinnen.
Bei den Rom Masters gab es bisher keine Sieger aus Portugal (Stand 2017). Beim italienischen ATP Challenger Rom konnte Rui Machado bei der Ausgabe 2012 bis ins Finale vordringen, wo er Roberto Bautista Agut unterlag.
Damen
Die Estoril Ladies Open 1989 war die erste Auflage des wichtigsten portugiesischen Damenturniers, das heutige WTA Oeiras. Die Italienerin Sandra Cecchini schloss dort als Zweite ab. Im Folgejahr gab es beim Estoril Ladies Open 1990 ein rein italienisches Finale, das Federica Bonsignori gegen Laura Garrone gewann. Sandra Cecchini gewann das Doppel (mit Patricia Tarabini).
Beim wichtigsten italienischen Damenturnier, dem WTA Rom, konnte bislang keine Spielerin aus Portugal gewinnen (Stand 2017), auch beim WTA Palermo gab es keine portugiesischen Erfolge.

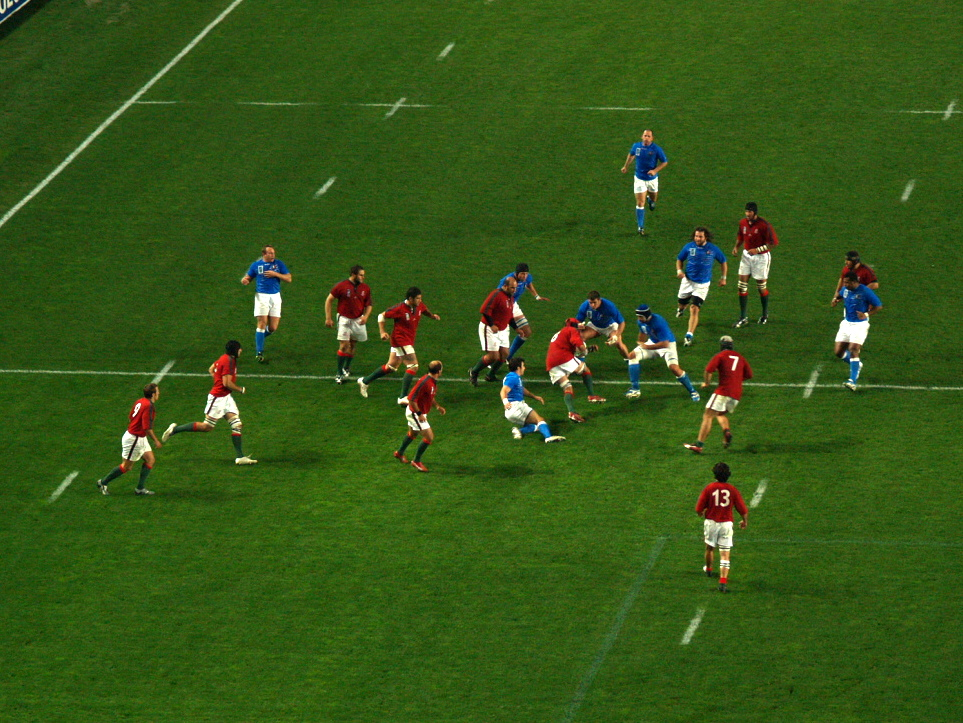
Italien-Portugal bei der Rugby-WM 2007, Spielszene aus der Begegnung am 19. September 2007 im Prinzenparkstadion in Paris

### Rugby
Die Italienische und die Portugiesische Rugby-Union-Nationalmannschaft trafen bisher zwölf Mal aufeinander, mit zehn italienischen und einem portugiesischen Sieg, einmal trennte man sich unentschieden (Stand 2011).